# Grand Army Plaza, Manhattan

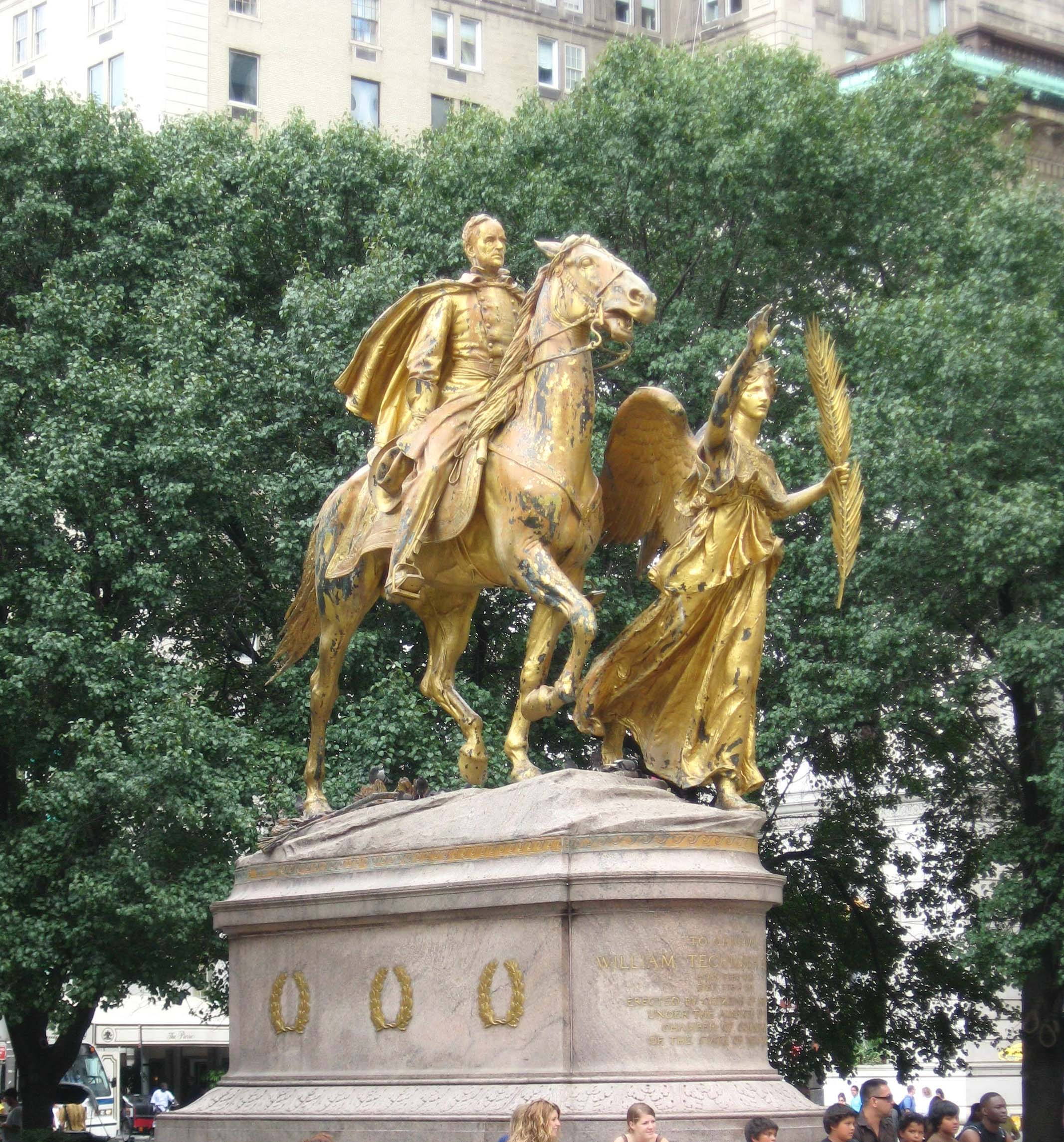
General William Tecumseh Sherman

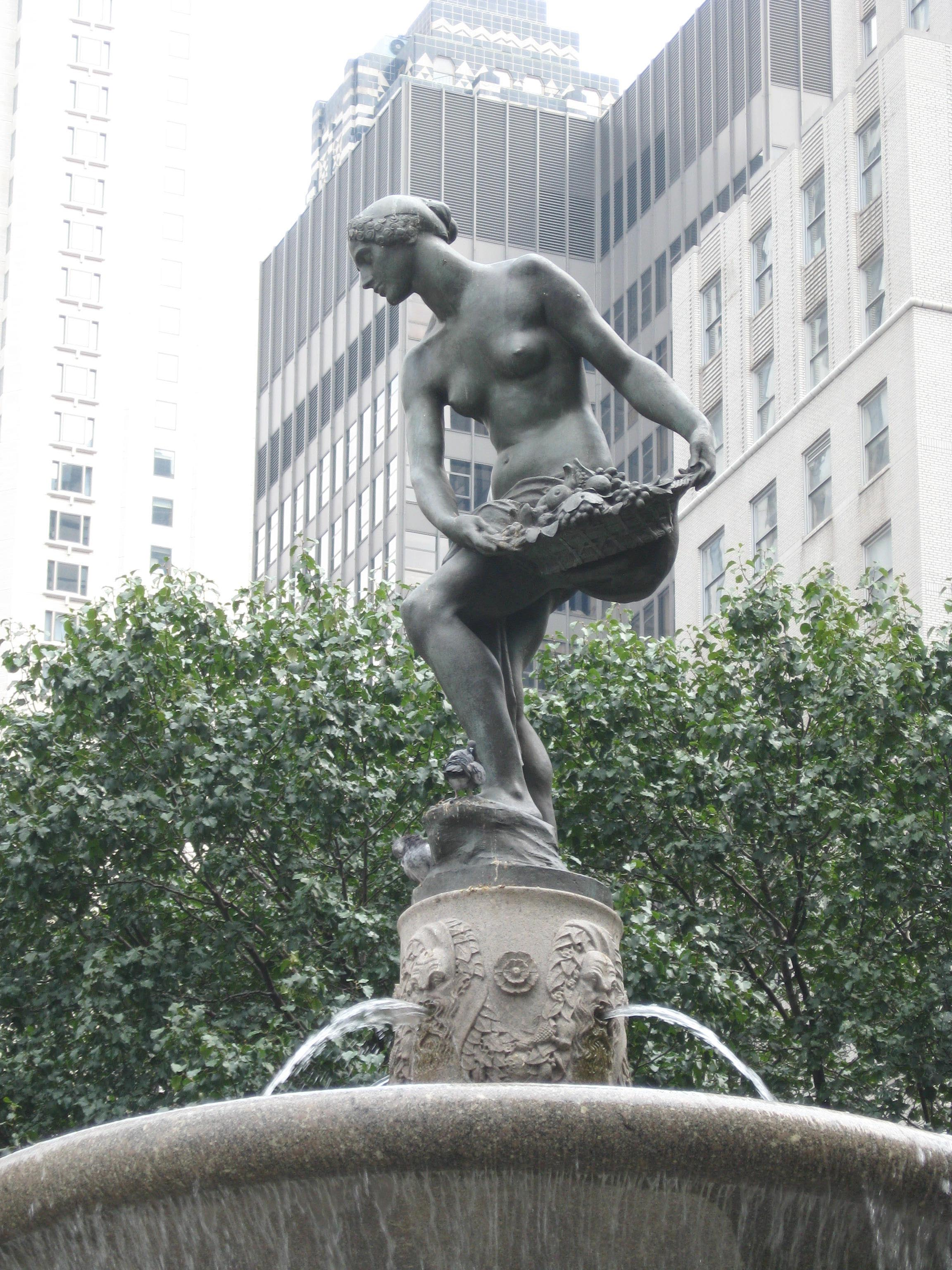
Pomona av Kurt Bitter

Grand Army Plaza på Manhattan i New York är en platsbildning i hörnet av 59:e gatan (här även kallad Central Park South) och Fifth Avenue, intill Central Park. 
Torget är namngivet efter Potomac-armén under amerikanska inbördeskriget, formgavs av arkitektfirman Carrère and Hastings och färdigställdes 1916. Det är ovalformat och skärs itu i två delar av 59:e gatan.
På den norra biten finns en förgylld ryttarstaty av William Tecumseh Sherman, vilken modellerats av Augustus Saint-Gaudens. På den södra delen finns den av Karl Bitter utformade Fountain of Abundance, som donerats av Joseph Pulitzer. Högst upp på fontänen finns bronsskulpturen Pomona, föreställande den romerska gudinnan. 
Vid torgets västra sida ligger Plaza Hotel.